# Ḥāʾ
Ḥāʾ (ح) – szósta litera alfabetu arabskiego. Używana jest do oznaczenia dźwięku [ħ], tj. spółgłoski szczelinowej gardłowej bezdźwięcznej. Pochodzi od fenickiej litery Chet.
W języku polskim litera Ḥāʾ jest transkrybowana za pomocą litery H.
W arabskim systemie liczbowym literze Ḥāʾ odpowiada cyfra 8.

## Postacie litery
| Postać: | izolowana | końcowa | środkowa | początkowa |
| ------- | --------- | ------- | -------- | ---------- |
| Wygląd: | ح‬         | ـح‬      | ـحـ‬      | حـ‬         |

## Kodowanie
| Znak                   | ح                 | ح                 |
| ---------------------- | ----------------- | ----------------- |
| Nazwa w Unikodzie      | Arabic Letter Hah | Arabic Letter Hah |
| Kodowanie              | dziesiątkowo      | szesnastkowo      |
| Unicode                | 1581              | U+062D            |
| UTF-8                  | 216 173           | d8 ad             |
| Odwołania znakowe SGML | &#1581;           | &#x062D;          |